# جرالد اف. تیپ
جرالد اف. تِیپ (انگلیسی: Gerald F. Tape; زاده ۱۹۱۵– ۲۰ نوامبر ۲۰۰۵) فیزیک‌دان آمریکایی بود.

## فعالیت‌ها
- دکترای فیزیک در فیزیک هسته‌ای از دانشگاه میشیگان در ۱۹۳۹
- استاد فیزیک دانشگاه کرنل، (۱۹۳۹–۱۹۴۲)
- آزمایشگاه MIT در طول جنگ جهانی دوم، (۱۹۴۲–۱۹۴۵)
- معاون آزمایشگاه ملی Brookhaven
- (کمیسیون انرژی اتمی سازمان ملل متحد): ۱۵ ژوئیه ۱۹۶۳–۳۰ آوریل ۱۹۶۹ *نماینده ایالات متحده در آژانس بین‌المللی انرژی: ۱۹۷۳–۱۹۸۰
- بازنشسته در ۱۹۸۰.
- انتخاب برای آکادمی ملی مهندسی «برای رهبری برجسته در توسعه و کنترل ملی انرژی هسته ای در سطح ملی و بین‌المللی». ۱۹۸۷
- برنده جایزه انریکو فرمی در ۱۹۸۷